# 7月20日 (旧暦)
旧暦7月20日（きゅうれきしちがつはつか）は、旧暦7月の20日目である。六曜は友引である。

## できごと
- 朱鳥元年（ユリウス暦686年8月14日） - 朱鳥に改元。同年9月9日の天武天皇崩御まで使用
- 寛弘元年（ユリウス暦1004年8月8日） - 長保より寛弘に改元
- 元久2年閏7月（ユリウス暦1205年9月6日） - 牧氏事件。初代執権・北条時政が実子の北条政子・義時により追放。義時が第2代執権に就任
- 長享元年（ユリウス暦1487年8月9日） - 戦乱・疫病などのため文明より長享に改元

## 誕生日
- 寛永4年（グレゴリオ暦1627年8月30日） - 伊藤仁斎、儒学者（+ 1705年）
- 宝暦元年（グレゴリオ暦1751年9月9日） - 上杉鷹山（上杉治憲）、米沢藩主（+ 1822年）

## 忌日
- 正長元年（ユリウス暦1428年8月30日） - 称光天皇、101代天皇（* 1401年[1]）
- 元治元年（グレゴリオ暦1864年8月21日） - 平野国臣、福岡藩士（* 1828年）
- 元治元年（グレゴリオ暦1864年8月21日） - 古高俊太郎、攘夷派の志士（* 1829年）
- 慶応2年（グレゴリオ暦1866年8月29日） - 徳川家茂、江戸幕府14代将軍（* 1846年）
- 明治3年（グレゴリオ暦1870年8月16日） - 小松清廉、薩摩藩士・政治家（* 1835年）